# Helga David
Helga David (* 7. Februar 1938 in Wien) ist eine österreichische Theaterregisseurin, Schauspielerin, Hörspielsprecherin und Schriftstellerin.

## Leben und Wirken
Ihre Anfänge als Schauspielerin machte David am Volkstheater und am Theater in der Josefstadt (Arbeiten mit Gustav Manker, Erich Neuberg und Heinrich Schnitzler). Danach verbrachte sie viele Jahre in Deutschland mit Theaterarbeiten unter Regisseuren wie Hansgünther Heyme, Hans Hollmann und P. Fischer. 1976 verkörperte sie bei den Wiener Festwochen die "Libussa" im gleichnamigen Stück von Franz Grillparzer. Mehrere Theaterproduktionen, an denen sie beteiligt war, erhielten Einladungen zum Berliner Theatertreffen sowie zu Auslandsgastspielen in Mailand, Belgrad, Prag, Genua und Paris.
Ihre Anfänge als Regisseurin machte sie am Staatstheater Stuttgart und am Landestheater Linz.
1989 kehrte David mit erfolgreichen Produktionen, meist selbstgeschriebenen Stücken und Collagen, aus Deutschland zurück. 1989, 1990 und 1994 war sie an Uraufführungen im Rahmen der Wiener Festwochen beteiligt.
Von 1998 bis 2014 hatte David am Thalhof in Reichenau an der Rax/Niederösterreich eine erfolgreiche Sommertheater-Intendanz inne. Der Vertrag wurde 2014 laut Der Standard nicht für die Saison 2015 verlängert. Begründet wurde dies damit, dass die neuen Besitzer des Thalhofs das Nutzungskonzept neu überdenken wollen.

## Auszeichnungen
2011 Goldenes Ehrenzeichen für Verdienste um die Republik Österreich.

## Hörspiele (Auswahl)
- 1961: Edoardo Anton: Die Braut des Bersagliere (2. Stimme) – Regie: Ernst Schönwiese (Hörspielbearbeitung – ORF Wien)
- 1963: Jean Anouilh: Die Wilde (Therese) – Regie: Hans Krendlesberger (Hörspielbearbeitung – ORF Oberösterreich)
- 1963: Rolf und Alexandra Becker: Gestatten, mein Name ist Cox – Die kleine Hexe (10 Folgen) – Regie: Ferry Bauer (Original-Hörspiel, Kriminalhörspiel – ORF Oberösterreich)
- 1963: Manfred Hausmann: Der dunkle Reigen (das Mädchen) – Regie: Julius Filip (Hörspielbearbeitung – ORF Wien)
- 1963: Carl Karlweis: Der kleine Mann – Regie: Hans Krendlesberger (Hörspielbearbeitung – ORF Oberösterreich)
- 1978: Iván Mándy: Wenn du unter uns bist, Endre Holman (Olga) – Regie: Raoul Wolfgang Schnell (Hörspiel – SDR)
- 1979: Erik Beckman: Die Gipshand oder Das Erbe des Herrn Moeck in Europa (Frau Moeck) – Regie: Raoul Wolfgang Schnell (Hörspiel – HR)
- 1979: Barbara Frischmuth: Hörspiele für Kinder von acht bis achtzig: Die Mondfrau (Grete) – Regie: Raoul Wolfgang Schnell (Originalhörspiel, Kinderhörspiel – SDR)
- 1982: Thomas Rübenacker: Franzl – Regie: Thomas Rübenacker (Originalhörspiel – SDR)
- 1983: Iván Mándy: Die Nacht des Kellners (Die Dame aus dem Schmuckgeschäft) – Regie: Raoul Wolfgang Schnell (Originalhörspiel – SDR)
- 1984: Peter Rosei: Tage des Königs (Königin) – Regie: Raoul Wolfgang Schnell (Hörspiel – WDR)
- 1989: Iván Mándy: Der Kranz (Koszorú) (Bertuska) – Regie: Raoul Wolfgang Schnell (Kurzhörspiel – SDR)

Quellen: ARd-Hörspieldatenbank und Ö1-Hörspieldatenbank